# Ed Löhrer
Franz Eduard (Ed) Löhrer (Floßdorf, 14 februari 1853 – Utrecht, 12 maart 1918) was een Duits-Nederlands glazenier.

## Leven en werk
Löhrer vestigde zich in 1882 in Utrecht, waar hij een atelier voor gebrandschilderd glas oprichtte. Van 1899 tot 1902 had hij een vennootschap met Carel Wilhelm Lersch, met vestigingen in Utrecht en Den Haag. Löhrer noemde zich wel hofglasschilder. In 1912 ging hij een vennootschap aan met glasschilder Frits Geuer en loodzetter Johannes van Kleef onder de naam Firma E. Löhrer. Rond 1915 verliet Geuer het bedrijf en richtte een eigen atelier op in Soest. Het atelier Löhrer verhuisde rond die tijd naar het Stationsplein. Er werden gebrandschilderde ramen gemaakt voor particulieren en kerken. In Löhrers ontwerpen, vaak in laatgotische stijl, is in het vorm- en kleurgebruik de invloed van de prerafaëlieten zichtbaar. Er werden in het atelier ook werken van anderen uitgevoerd, onder wie Jan Oosterman.
Löhrer overleed in 1918, op 65-jarige leeftijd. Hij werd begraven op begraafplaats Sint Barbara. Het atelier Löhrer werd voortgezet door Otto en diens zoon Willem Mengelberg. Zij bleven de naam Löhrer in elk geval gebruiken tot Willem het atelier in 1933 verhuisde naar Zeist.

## Werken (selectie)
- glas in lood (1900) voor de Sint-Jacobus de Meerderekerk in Den Haag
- glas in lood (1900) voor de Sint-Franciscuskerk in Oudewater
- glas in lood (1901) voor de Heilig Hartkerk in Helmond
- vijf ramen in het koor (1903) van de Sint-Jeroenskerk in Noordwijk
- ramen in het priesterkoor (1905) Alphen aan den Rijn
- glas in lood (1910) voor de Sint-Bonifatiuskerk in Spanbroek
- glas in lood (1911) voor de Sint-Nicolaaskerk in Amsterdam
- glas-in-loodramen (1913) in het koor, de Mariakapel en bij Maria- en Jozefaltaar van de Sint-Antonius van Paduakerk in Tilburg
- drie ramen (1914) in de noorderzijbeuk van de Sint-Catharinakerk in Eindhoven
- glas in lood (1915) voor de Antonius van Paduakerk in Keldonk
- glas in lood (1917) voor de Petrus en Pauluskerk in Den Helder

## Afbeeldingen

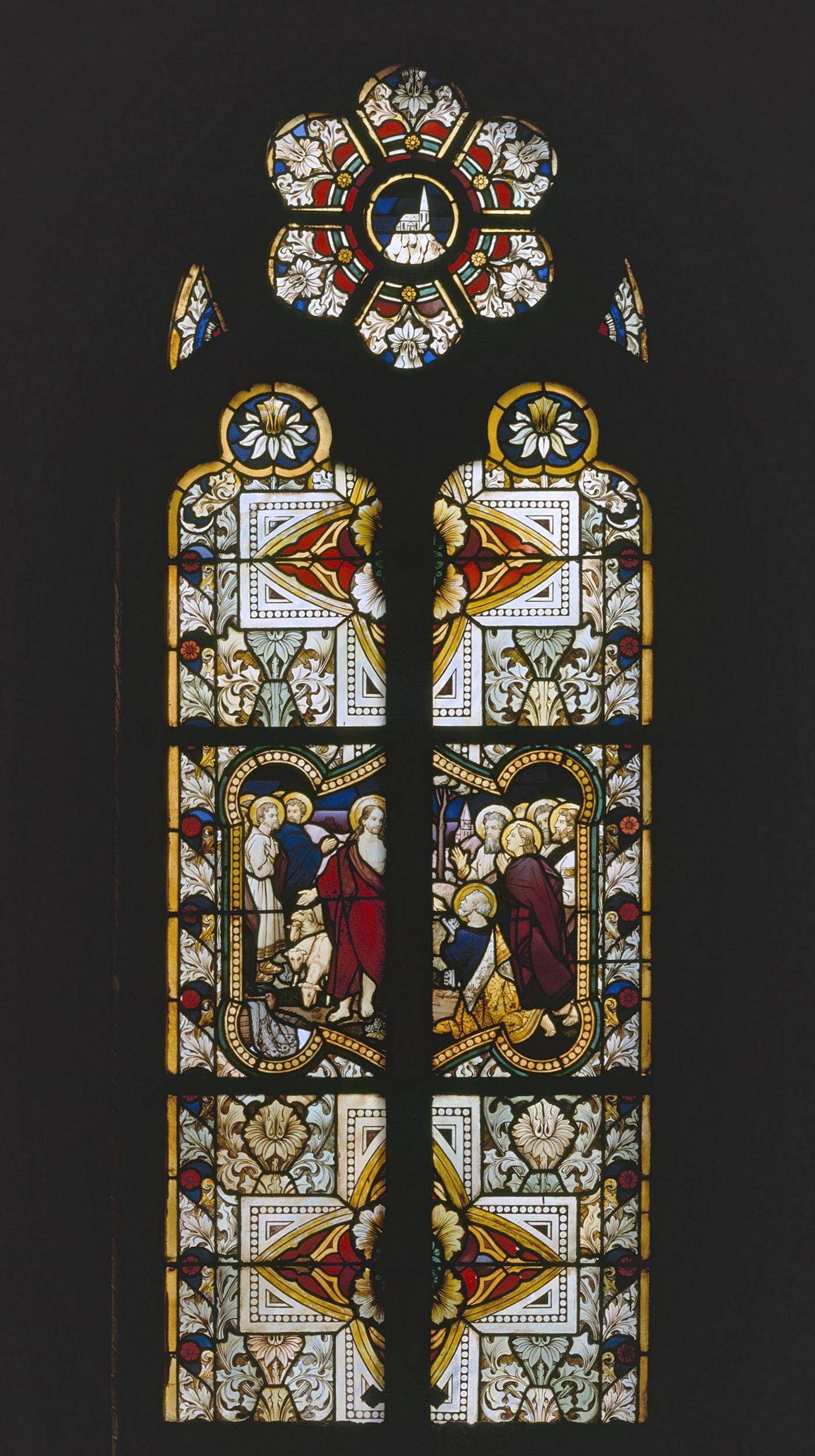
Sint-Franciscuskerk, Oudewater
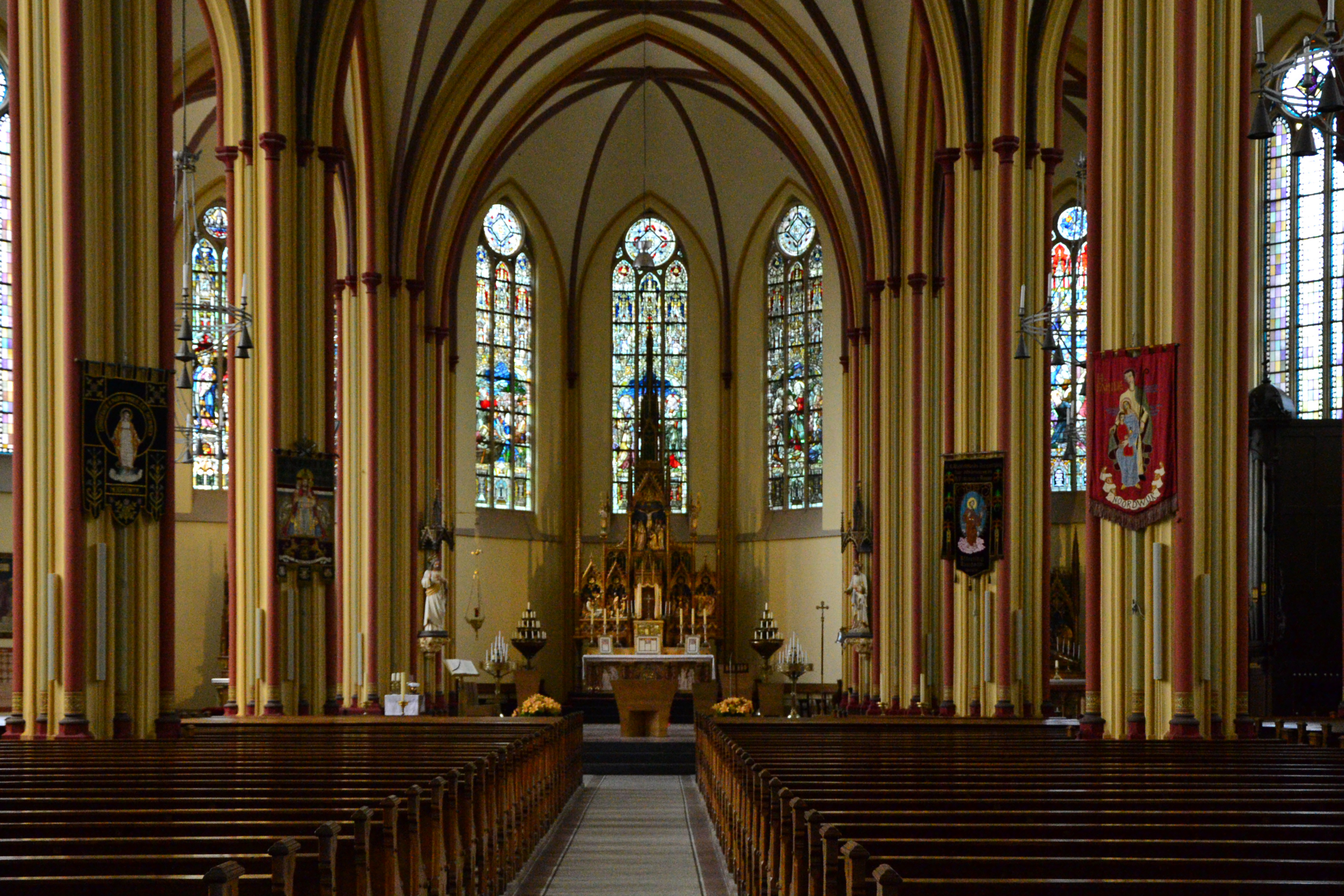
Sint-Jeroenkerk, Noordwijk
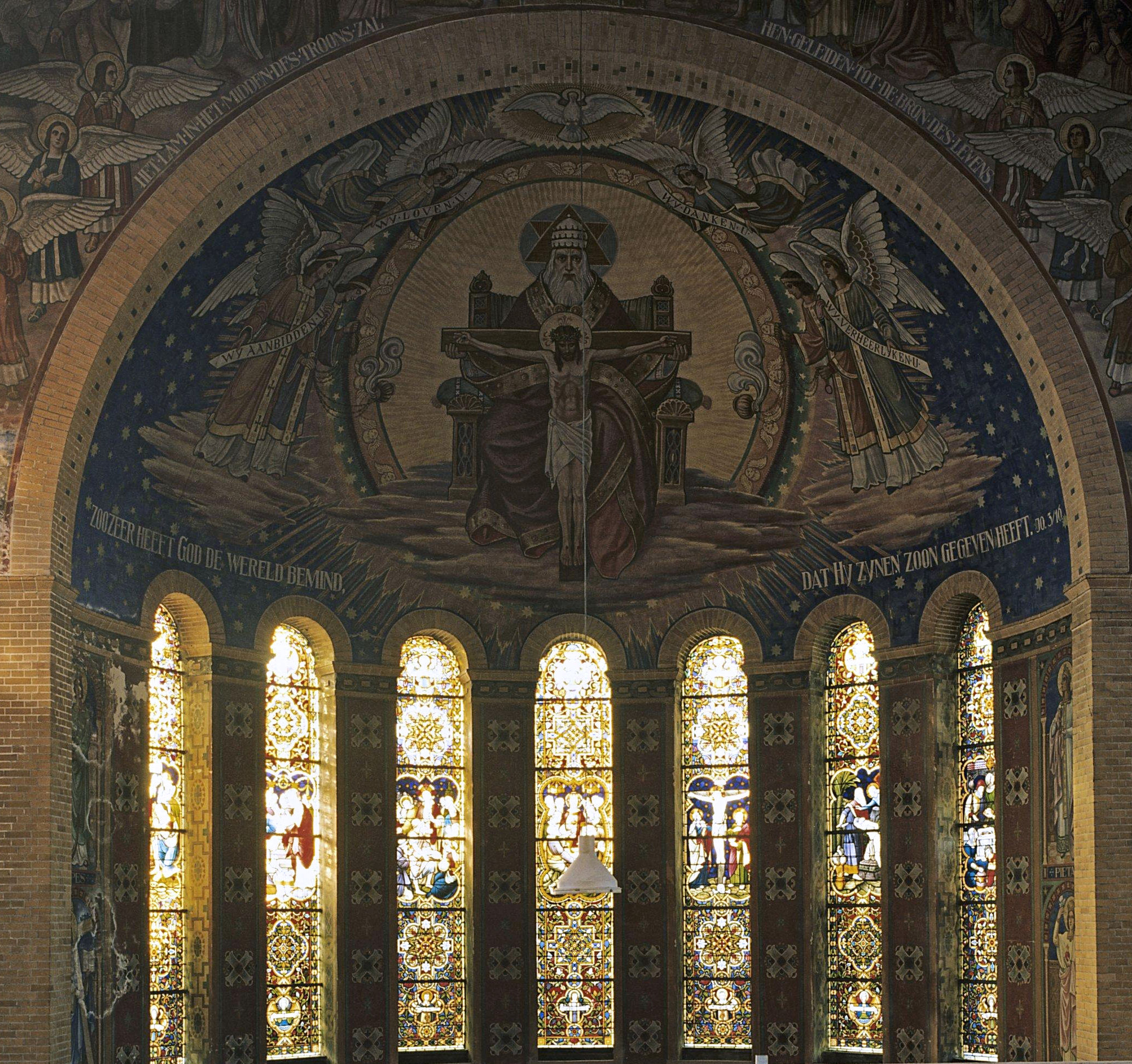
Antonius van Paduakerk, Tilburg